# Jost Schilder
Jost Schilder (* wahrscheinlich in Frankfurt am Main; † 1474 ebenda) war ein deutscher Steinmetz. Von 1439 bis 1462 leitete er als Werkmeister den Bau des Frankfurter Domturms, von 1463 bis zu seinem Tod war er Stadtwerkmann und Parlier.

## Leben und Werk
Schilder arbeitete in der Werkstatt des 1434 verstorbenen Dombaumeisters Leonhard Murer. Er heiratete dessen Witwe Else, die eine Tochter und zwei kleine Söhne in die Ehe mitbrachte. Mit ihr hatte er einen gemeinsamen Sohn, Jost Schilder. Seine Frau, eine Verwandte des früheren Stadtbaumeisters Madern Gerthener, brachte ein für die damalige Zeit beträchtliches Vermögen in die Ehe ein, unter anderem das Haus „Zum Schwert“ in der Weißadlergasse. Alle drei Söhne erlernten das Steinmetzhandwerk in der väterlichen Werkstatt.
Anfang 1439 wurde Schilder als Nachfolger von Michel Kurtze Werkmeister des Bartholomäusstifts. Er erhielt dafür ein Jahresgehalt von 6 Gulden. Unter seinen drei Vorgängern, Gerthener, Murer und Kurtze, hatte der 1415 begonnene Bau eine Höhe von etwa 34,90 Metern bis zum Ansatz der Fenstermaßwerke des ersten Obergeschosses erreicht. Während der ganzen heute als Bauphase III bezeichneten Zeit zwischen 1440 und 1472 wuchs der Turm nur auf etwa 39,50 Meter Höhe, wobei nach 1462 nur geringe Bautätigkeit festzustellen ist. 1447 konnte man immerhin die Glocken in der unteren Glockenstube aufhängen. 1459 war der Bau soweit fortgeschritten, dass mit dem Bau des südlichen und westlichen Flügels des Kreuzganges, der nördlich an den Turm anschloss, begonnen werden konnte. 1468 wurde dieser Kreuzgang eingeweiht.
1462 übertrug Schilder die Aufsicht über den Dombau an seinen jüngeren Stiefsohn Bartholomäus Murer. Danach liegen bis 1466 keine Rechnungen der Domfabrik vor; wahrscheinlich ruhte der Bau in dieser Zeit völlig. Ab 1463 stand Schilder als Stadtwerkmann und Parlier mit einem Jahresgehalt von 10 Gulden, dazu ein Kleid, einen wöchentlichen Trinkschilling und Tagelohn für die geleistete Arbeitszeit, in Diensten der Stadt Frankfurt, „solange es dem Rat gefällt“. Wahrscheinlich übernahm er in dieser Zeit auch auswärtige Tätigkeiten, beispielsweise leistete Meister Jost von Frankfurt 1464 auf dem Hüttentag in Straßburg den Eid auf die Straßburger Hüttenordnung.
1462 oder 1463 starb seine Frau Else, 1472 sein Stiefsohn Bartholomäus. „Meister Jost Steinmetz Stadtwerkmann“ trat noch 1474 als Sachverständiger vor Gericht auf, ist jedoch bald darauf gestorben. 1475 wurde sein älterer Stiefsohn Rudolf Murer von Schopfheim als neuer Stadtwerkmann und Nachfolger von „Meister Jost selig“ angestellt.